# Polypodium mathewii
Polypodium mathewii là một loài dương xỉ trong họ Polypodiaceae. Loài này được Tutcher mô tả khoa học đầu tiên năm 1905.
Danh pháp khoa học của loài này chưa được làm sáng tỏ. 